# William Farrer

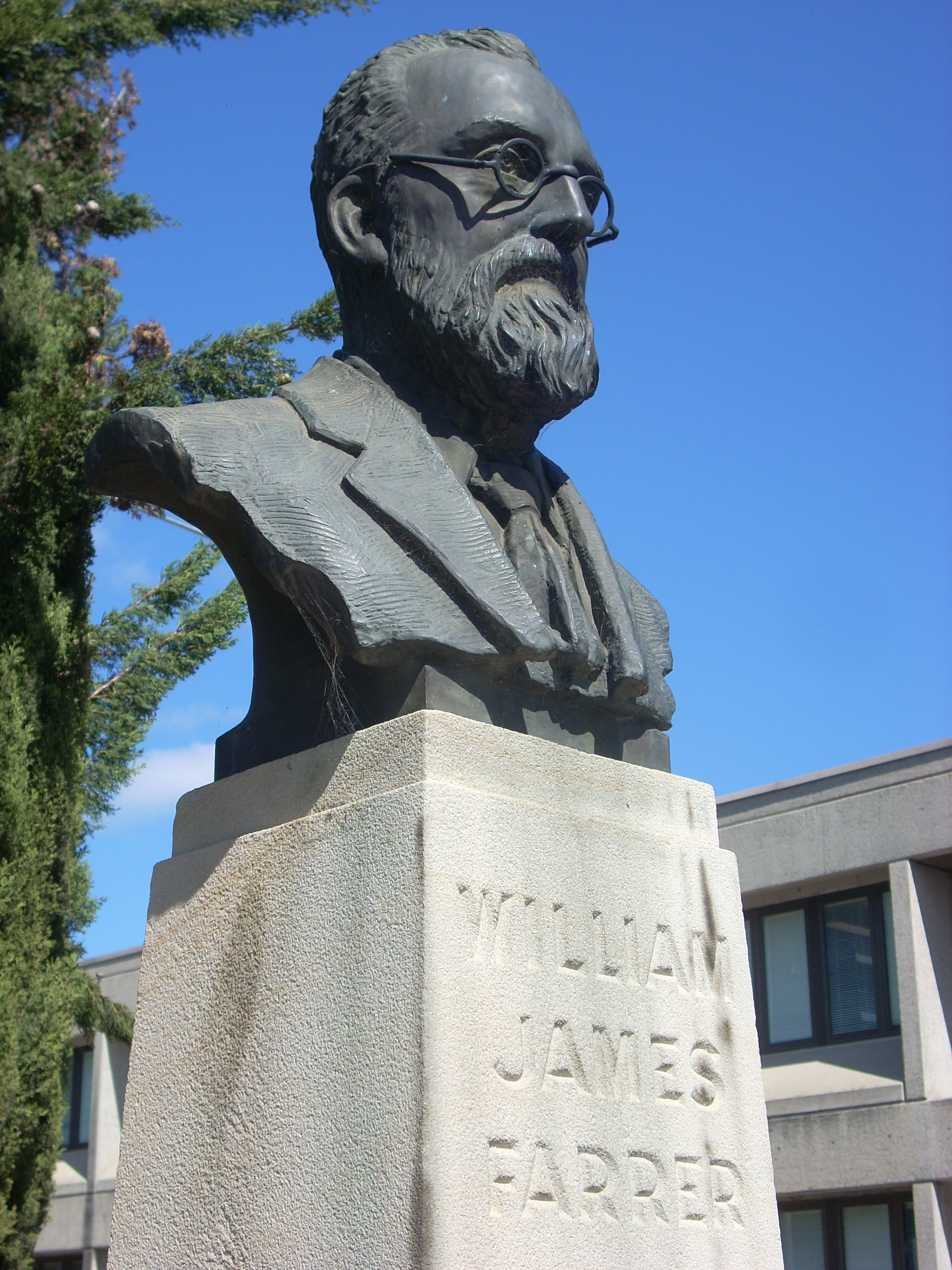
Pomnik Farrera w Queanbeyan

William Farrer (ur. 3 kwietnia 1845 w Docker w hrabstwie Cumbria, zm. 16 kwietnia 1906 w Tharwie) – australijski agronom i specjalista do spraw uprawy roślin. Jest powszechnie uważany za postać o kluczowym znaczeniu dla rozwoju uprawy pszenicy w Australii. Zboże to szybko stało się jednym z najważniejszych australijskich towarów eksportowych.

## Życiorys

### Młodość
Pochodził z rodziny o tradycjach rolniczych, co nie przeszkodziło mu w ukończeniu elitarnego University of Cambridge. Mając 25 lat wyemigrował do Australii. Uczynił to głównie ze względów zdrowotnych – był gruźlikiem i liczył, że w tamtejszym klimacie jego dolegliwości będą mniej dokuczliwe. Wkrótce po przyjeździe zaczął pracować jako instruktor podczas szkoleń dla pracujących w Nowej Południowej Walii farmerów. W 1873 opublikował pierwszą broszurę z tej dziedziny. W tym okresie swojej kariery zajmował się przede wszystkim zagadnieniami hodowli owiec, stanowiącej wówczas zdecydowanie dominującą gałąź australijskiego rolnictwa. Szczególnie interesowały go kwestie odnawialności pastwisk.

### Badania pszenicy
W 1875 uzyskał uprawnienia geodety i podjął pracę w Departamencie Ziem rządu kolonialnego. Został skierowany do pracy w części Nowej Południowej Walii, gdzie uprawiano pszenicę. W 1882 poślubił jedyną córkę Leopolda Fane’a de Salisa, zamożnego posiadacza ziemskiego i członka parlamentu kolonii. Cztery lata później otrzymał od teścia 97 hektarów ziemi. Początkowo próbował założyć tam winnicę, ale szybko uznał, że gleba na jego włościach bardziej sprzyja pszenicy.
Pszenica były wówczas w Australii masowo niszczona przez choroby wywoływane przez grzyby, co poważnie ograniczało skalę upraw. Farrer wykorzystał swoją wiedzę naukową, aby poprzez krzyżowanie różnych odmian wyhodować odmianę odporną na szkodliwe grzyby. Prowadził swoje badania i eksperymenty przez ok. 20 lat, stopniowo otrzymując odmiany odporne na różne negatywne czynniki występujące w Australii. Od 1898 jego prace finansowane były ze środków Departamentu Rolnictwa Nowej Południowej Walii. W 1903 najsłynniejsza z uzyskanych przez niego odmian – nazwana odmianą Federacji na cześć powstałego w 1901 Związku Australijskiego – została udostępniona wszystkim chętnym farmerom. Za jej sprawą w ciągu kolejnych 20 lat plony uzyskiwane z australijskich upraw pszenicy uległy potrojeniu.
Farrer zmarł w swoim domu w 1906 w wyniku doznanego ataku serca.

## Upamiętnienie
W 1911 rozpoczęto przyznawanie stypendiów jego imienia dla badaczy chcących prowadzić prace w dziedzinie nauk rolnych. Od 1936 wręczany jest noszący jego imię medal za szczególne zasługi dla tego obszaru wiedzy. Jego imieniem nazwano także kilka szkół oraz okręg wyborczy Farrer. W 1966 jego podobizna znalazła się na banknocie o nominale 2 dolarów australijskich (obecnie banknoty te zostały już wycofane z obiegu). W Queanbeyan, w okolicach którego znajdowała się jego posiadłość, wystawiono mu pomnik.